# Български евродепутати
Съгласно Договора за присъединяване на България към Европейския съюз (ЕС), страната има 18 представители (членове) в Европейския парламент до общоевропейските избори за ЕП през 2009 г. Тогава техният брой се намалява на 17 поради общото съкращаване на броя на депутатите в Европарламента. Договорът освен това предвижда България да проведе избори за свои представители в ЕП до края на 2007 г., които са проведени на 20 май 2007 г.

## Наблюдатели, от 26 август 2005 до 31 декември 2006
На заседанието си на 26 август 2005 г. Народното събрание на Република България избра 18 народни представители за наблюдатели в Европейския парламент.
| Име                           | От             | До               | Политическа партия               |
| ----------------------------- | -------------- | ---------------- | -------------------------------- |
| Александър Стоянов Арабаджиев | 26 август 2005 | 31 декември 2006 | Българска социалистическа партия |
| Антония Стефанова Първанова   | 26 август 2005 | 31 декември 2006 | Национално движение Симеон Втори |
| Атанас Атанасов Папаризов     | 26 август 2005 | 31 декември 2006 | Българска социалистическа партия |
| Георги Петков Близнашки       | 26 август 2005 | 31 декември 2006 | Българска социалистическа партия |
| Димитър Иванов Абаджиев       | 26 август 2005 | 1 декември 2006  | Демократи за силна България      |
| Димитър Кинов Стоянов         | 26 август 2005 | 31 декември 2006 | Национално обединение Атака      |
| Евгени Захариев Кирилов       | 26 август 2005 | 31 декември 2006 | Българска социалистическа партия |
| Иглика Димитрова Иванова      | 26 август 2005 | 31 декември 2006 | Българска социалистическа партия |
| Кристиан Иванов Вигенин       | 26 август 2005 | 31 декември 2006 | Българска социалистическа партия |
| Лидия Сантова Шулева          | 26 август 2005 | 31 декември 2006 | Национално движение Симеон Втори |
| Мария Василева Капон          | 26 август 2005 | 31 декември 2006 | Обединени демократични сили      |
| Мартин Димитров Димитров      | 26 август 2005 | 31 декември 2006 | Обединени демократични сили      |
| Неджми Ниязи Али              | 26 август 2005 | 31 декември 2006 | Движение за права и свободи      |
| Станимир Янков Илчев          | 26 август 2005 | 31 декември 2006 | Национално движение Симеон Втори |
| Стефан Антонов Софиянски      | 26 август 2005 | 31 декември 2006 | Български народен съюз           |
| Филиз Хакъева Хюсменова       | 26 август 2005 | 31 декември 2006 | Движение за права и свободи      |
| Христина Христова Велчева     | 26 август 2005 | 31 декември 2006 | Национално движение Симеон Втори |
| Четин Хюсеин Казак            | 26 август 2005 | 31 декември 2006 | Движение за права и свободи      |

На заседанието си на 30 ноември 2006 г. Народното събрание на Република България избра за наблюдател народния представител Константин Стефанов Димитров на мястото на народния представител Димитър Иванов Абаджиев, считано от 1 декември 2006 г.
| Име                          | От              | До               | Политическа партия          |
| ---------------------------- | --------------- | ---------------- | --------------------------- |
| Константин Стефанов Димитров | 1 декември 2006 | 31 декември 2006 | Демократи за силна България |

### Политически групи в Европейския парламент (2005 – 2006)
| Политическа партия               | Политическа група                                             | Мандати |
| -------------------------------- | ------------------------------------------------------------- | ------- |
| Българска социалистическа партия | Група на социалистите в Европейския парламент                 | 6       |
| Национално движение Симеон Втори | Група на Алианса на либералите и демократите за Европа        | 4       |
| Движение за права и свободи      | Група на Алианса на либералите и демократите за Европа        | 3       |
| Обединени демократични сили      | Група на Европейската народна партия и Европейските демократи | 2       |
| Демократи за силна България      | Група на Европейската народна партия и Европейските демократи | 1       |
| Национално обединение Атака      | Група Идентичност, Традиция, Суверенитет                      | 1       |
| Български народен съюз           | Група на Европейската народна партия и Европейските демократи | 1       |

## Депутати, от 1 януари 2007 до 5 юни 2007
На заседанието си на 20 декември 2006 г. Народното събрание на Република България прие Решение за избиране на членове на Европейския парламент.
| Име                          | От            | До         | Политическа партия               |
| ---------------------------- | ------------- | ---------- | -------------------------------- |
| Антония Стефанова Първанова  | 1 януари 2007 | 5 юни 2007 | Национално движение Симеон Втори |
| Атанас Атанасов Папаризов    | 1 януари 2007 | 5 юни 2007 | Българска социалистическа партия |
| Георги Петков Близнашки      | 1 януари 2007 | 5 юни 2007 | Българска социалистическа партия |
| Димитър Кинов Стоянов        | 1 януари 2007 | 5 юни 2007 | Национално обединение Атака      |
| Евгени Захариев Кирилов      | 1 януари 2007 | 5 юни 2007 | Българска социалистическа партия |
| Константин Стефанов Димитров | 1 януари 2007 | 5 юни 2007 | Демократи за силна България      |
| Кристиан Иванов Вигенин      | 1 януари 2007 | 5 юни 2007 | Българска социалистическа партия |
| Лидия Сантова Шулева         | 1 януари 2007 | 5 юни 2007 | Национално движение Симеон Втори |
| Мартин Димитров Димитров     | 1 януари 2007 | 5 юни 2007 | Обединени демократични сили      |
| Маруся Иванова Любчева       | 1 януари 2007 | 5 юни 2007 | Българска социалистическа партия |
| Младен Петров Червеняков     | 1 януари 2007 | 5 юни 2007 | Българска социалистическа партия |
| Неджми Ниязи Али             | 1 януари 2007 | 5 юни 2007 | Движение за права и свободи      |
| Станимир Янков Илчев         | 1 януари 2007 | 5 юни 2007 | Национално движение Симеон Втори |
| Стефан Антонов Софиянски     | 1 януари 2007 | 5 юни 2007 | Български народен съюз           |
| Филиз Хакъева Хюсменова      | 1 януари 2007 | 5 юни 2007 | Движение за права и свободи      |
| Филип Димитров Димитров      | 1 януари 2007 | 5 юни 2007 | Обединени демократични сили      |
| Христина Христова Велчева    | 1 януари 2007 | 5 юни 2007 | Национално движение Симеон Втори |
| Четин Хюсеин Казак           | 1 януари 2007 | 5 юни 2007 | Движение за права и свободи      |

### Политически групи в Европейския парламент (2007)
| Политическа партия               | Политическа група                                             | Мандати |
| -------------------------------- | ------------------------------------------------------------- | ------- |
| Българска социалистическа партия | Група на социалистите в Европейския парламент                 | 6       |
| Национално движение Симеон Втори | Група на Алианса на либералите и демократите за Европа        | 4       |
| Движение за права и свободи      | Група на Алианса на либералите и демократите за Европа        | 3       |
| Обединени демократични сили      | Група на Европейската народна партия и Европейските демократи | 2       |
| Демократи за силна България      | Група на Европейската народна партия и Европейските демократи | 1       |
| Национално обединение Атака      | Група Идентичност, Традиция, Суверенитет                      | 1       |
| Български народен съюз           | Група на Европейската народна партия и Европейските демократи | 1       |

## Депутати, от 6 юни 2007 до 2009
На 20 май 2007 г. за пръв път са избрани представители от България за евродепутати (членове) в Европейския парламент с пряко гласуване.
| Име                         | От         | До   | Политическа партия               |
| --------------------------- | ---------- | ---- | -------------------------------- |
| Атанас Атанасов Папаризов   | 6 юни 2007 | 2009 | Българска социалистическа партия |
| Биляна Илиева Раева         | 6 юни 2007 | 2009 | Национално движение Симеон Втори |
| Владимир Андреев Уручев     | 6 юни 2007 | 2009 | ГЕРБ (партия)                    |
| Владко Тодоров Панайотов    | 6 юни 2007 | 2009 | Движение за права и свободи      |
| Десислав Славов Чуколов     | 6 юни 2007 | 2009 | Национално обединение Атака      |
| Димитър Кинов Стоянов       | 6 юни 2007 | 2009 | Национално обединение Атака      |
| Душана Панайотова Здравкова | 6 юни 2007 | 2009 | ГЕРБ (партия)                    |
| Евгени Захариев Кирилов     | 6 юни 2007 | 2009 | Българска социалистическа партия |
| Илияна Малинова Йотова      | 6 юни 2007 | 2009 | Българска социалистическа партия |
| Кристиан Иванов Вигенин     | 6 юни 2007 | 2009 | Българска социалистическа партия |
| Мариелка Величкова Баева    | 6 юни 2007 | 2009 | Движение за права и свободи      |
| Маруся Иванова Любчева      | 6 юни 2007 | 2009 | Българска социалистическа партия |
| Метин Хюсеин Казак          | 6 юни 2007 | 2009 | Движение за права и свободи      |
| Николай Евтимов Младенов    | 6 юни 2007 | 2009 | ГЕРБ (партия)                    |
| Петя Ставрева Ставрева      | 6 юни 2007 | 2009 | ГЕРБ (партия)                    |
| Румяна Русева Желева        | 6 юни 2007 | 2009 | ГЕРБ (партия)                    |
| Славчо Пенчев Бинев         | 6 юни 2007 | 2009 | Национално обединение Атака      |
| Филиз Хакъева Хюсменова     | 6 юни 2007 | 2009 | Движение за права и свободи      |

### Политически групи в Европейския парламент (2007 – 2009)
| Политическа партия               | Политическа група                                             | Мандати |
| -------------------------------- | ------------------------------------------------------------- | ------- |
| ГЕРБ (партия)                    | Група на Европейската народна партия и Европейските демократи | 5       |
| Българска социалистическа партия | Група на социалистите в Европейския парламент                 | 5       |
| Движение за права и свободи      | Група на Алианса на либералите и демократите за Европа        | 4       |
| Национално обединение Атака      | Група Идентичност, Традиция, Суверенитет                      | 3       |
| Национално движение Симеон Втори | Група на Алианса на либералите и демократите за Европа        | 1       |

## Депутати, от 14 юли 2009 до 2014
На 7 юни 2009 г. за втори път са избрани представители от България за евродепутати (членове) в Европейския парламент с пряко гласуване.
| Име                         | От              | До               | Политическа партия                      |
| --------------------------- | --------------- | ---------------- | --------------------------------------- |
| Андрей Андреев Ковачев      | 24 август 2009  | 2014             | ГЕРБ (партия)                           |
| Антония Стефанова Първанова | 14 юли 2009     | 2014             | Национално движение стабилност и възход |
| Владимир Андреев Уручев     | 14 юли 2009     | 2014             | ГЕРБ (партия)                           |
| Владко Тодоров Панайотов    | 14 юли 2009     | 2014             | Движение за права и свободи             |
| Димитър Кинов Стоянов       | 14 юли 2009     | 2014             | Национално обединение Атака             |
| Евгени Захариев Кирилов     | 14 юли 2009     | 2014             | Българска социалистическа партия        |
| Емил Стефанов Стоянов       | 14 юли 2009     | 15 ноември 2013  | ГЕРБ (партия)                           |
| Ивайло Георгиев Калфин      | 14 юли 2009     | 2014             | Българска социалистическа партия        |
| Илиана Найденова Иванова    | 14 юли 2009     | 31 декември 2013 | ГЕРБ (партия)                           |
| Илияна Малинова Йотова      | 14 юли 2009     | 2014             | Българска социалистическа партия        |
| Кристиан Иванов Вигенин     | 14 юли 2009     | 28 май 2013      | Българска социалистическа партия        |
| Мария Иванова Неделчева     | 14 юли 2009     | 2014             | ГЕРБ (партия)                           |
| Марусия Иванова Любчева     | 7 юни 2013      | 2014             | Българска социалистическа партия        |
| Метин Хюсеин Казак          | 14 юли 2009     | 2014             | Движение за права и свободи             |
| Моника Панайотова           | 6 декември 2013 | 2014             | ГЕРБ (партия)                           |
| Надежда Николова Михайлова  | 14 юли 2009     | 2014             | Синята коалиция                         |
| Преслав Борисов             | 1 януари 2013   | 2014             | ГЕРБ (партия)                           |
| Румяна Русева Желева        | 14 юли 2009     | 26 юли 2009      | ГЕРБ (партия)                           |
| Светослав Малинов           | 1 декември 2011 | 2014             | Синята коалиция                         |
| Славчо Пенчев Бинев         | 14 юли 2009     | 2014             | Национално обединение Атака             |
| Станимир Илчев              | 14 юли 2009     | 2014             | Национално движение стабилност и възход |
| Филиз Хакъева Хюсменова     | 14 юли 2009     | 2014             | Движение за права и свободи             |

### Политически групи в Европейския парламент (2009 – 2014)
| Политическа партия                      | Политическа група                                             | Мандати |
| --------------------------------------- | ------------------------------------------------------------- | ------- |
| ГЕРБ (партия)                           | Група на Европейската народна партия и Европейските демократи | 5       |
| Българска социалистическа партия        | Група на социалистите в Европейския парламент                 | 4       |
| Движение за права и свободи             | Група на Алианса на либералите и демократите за Европа        | 3       |
| Национално обединение „Атака“           | Група Идентичност, Традиция, Суверенитет                      | 2       |
| Национално движение стабилност и възход | Група на Алианса на либералите и демократите за Европа        | 2       |
| Синята коалиция                         | Група на Европейската народна партия и Европейските демократи | 1       |

## Депутати, от 1 юли 2014 до 2019
На 25 май 2014 г. за трети път са избрани представители от България за евродепутати (членове) в Европейския парламент с пряко гласуване.
| Име                                | От                | До                | Политическа партия                                     |
| ---------------------------------- | ----------------- | ----------------- | ------------------------------------------------------ |
| Ангел Чавдаров Джамбазки           | 1 юли 2014        | 2019              | Коалиция (България без цензура, ВМРО, ЗНС, Гергьовден) |
| Андрей Андреев Ковачев             | 1 юли 2014        | 2019              | ГЕРБ (партия)                                          |
| Андрей Гришев Новаков              | 24 ноември 2014   | 2019              | ГЕРБ (партия)                                          |
| Асим Ахмед Адемов                  | 14 септември 2017 | 2019              | ГЕРБ (партия)                                          |
| Владимир Андреев Уручев            | 1 юли 2014        | 2019              | ГЕРБ (партия)                                          |
| Георги Георгиев Пирински           | 1 юли 2014        | 2019              | Коалиция за България (БСП)                             |
| Ева Константинова Майдел (Паунова) | 1 юли 2014        | 2019              | ГЕРБ (партия)                                          |
| Емил Йорданов Радев                | 1 юли 2014        | 2019              | ГЕРБ (партия)                                          |
| Илияна Малинова Йотова             | 1 юли 2014        | 16 януари 2017    | Коалиция за България (БСП)                             |
| Илхан Ахмет Кючюк                  | 1 юли 2014        | 2019              | Движение за права и свободи                            |
| Искра Димитрова Михайлова-Копарова | 1 юли 2014        | 2019              | Движение за права и свободи                            |
| Мария Иванова Габриел (Неделчева)  | 1 юли 2014        | 13 септември 2017 | ГЕРБ (партия)                                          |
| Момчил Стефанов Неков              | 1 юли 2014        | 2019              | Коалиция за България (БСП)                             |
| Неджми Ниязи Али                   | 1 юли 2014        | 2019              | Движение за права и свободи                            |
| Николай Тихомиров Бареков          | 1 юли 2014        | 2019              | Коалиция (България без цензура, ВМРО, ЗНС, Гергьовден) |
| Петър Атанасов Курумбашев          | 17 януари 2017    | 2019              | Коалиция за България (БСП)                             |
| Светослав Христов Малинов          | 1 юли 2014        | 2019              | Коалиция Реформаторски блок                            |
| Сергей Дмитриевич Станишев         | 1 юли 2014        | 2019              | Коалиция за България (БСП)                             |
| Томислав Пейков Дончев             | 1 юли 2014        | 6 ноември 2014    | ГЕРБ (партия)                                          |
| Филиз Хакъева Хюсменова            | 1 юли 2014        | 2019              | Движение за права и свободи                            |

### Политически групи в Европейския парламент (2014 – 2019)
| Политическа партия                                     | Политическа група                                          | Мандати |
| ------------------------------------------------------ | ---------------------------------------------------------- | ------- |
| ГЕРБ (партия)                                          | Група на Европейската народна партия (Християндемократи)   | 6       |
| Коалиция за България (БСП)                             | Група на Прогресивния алианс на социалистите и демократите | 4       |
| Движение за права и свободи                            | Група на Алианса на либералите и демократите за Европа     | 4       |
| Коалиция (България без цензура, ВМРО, ЗНС, Гергьовден) | Група на Европейските консерватори и реформисти            | 2       |
| Коалиция Реформаторски блок                            | Група на Европейската народна партия (Християндемократи)   | 1       |

## Депутати, от 1 юли 2019 до 2024
На 26 май 2019 г. за четвърти път са избрани представители от България за евродепутати (членове) в Европейския парламент с пряко гласуване.
| Име                                  | От         | До   | Политическа партия                                     |
| ------------------------------------ | ---------- | ---- | ------------------------------------------------------ |
| Александър Йорданов Александров      | 1 юли 2019 | 2024 | ГЕРБ (партия)                                          |
| Ангел Чавдаров Джамбазки             | 1 юли 2019 | 2024 | ВМРО – Българско национално движение                   |
| Андрей Андреев Ковачев               | 1 юли 2019 | 2024 | ГЕРБ (партия)                                          |
| Андрей Гришев Новаков                | 1 юли 2019 | 2024 | ГЕРБ (партия)                                          |
| Андрей Петров Слабаков               | 1 юли 2019 | 2024 | ВМРО – Българско национално движение                   |
| Асим Ахмед Адемов                    | 1 юли 2019 | 2024 | ГЕРБ (партия)                                          |
| Атидже Байрямова Алиева - Вели       | 1 юли 2019 | 2024 | Движение за права и свободи                            |
| Ева Константинова Майдел (Паунова)   | 1 юли 2019 | 2024 | ГЕРБ (партия)                                          |
| Елена Николова Йончева               | 1 юли 2019 | 2024 | БСП за България                                        |
| Емил Йорданов Радев                  | 1 юли 2019 | 2024 | ГЕРБ (партия)                                          |
| Иво Христов Петков                   | 1 юли 2019 | 2024 | БСП за България                                        |
| Илхан Ахмет Кючюк                    | 1 юли 2019 | 2024 | Движение за права и свободи                            |
| Искра Димитрова Михайлова - Копарова | 1 юли 2019 | 2024 | Движение за права и свободи                            |
| Петър Бойков Витанов                 | 1 юли 2019 | 2024 | БСП за България                                        |
| Радан Миленов Кънев                  | 1 юли 2019 | 2024 | Демократична България – Обединение (ДА България и ДСБ) |
| Сергей Дмитриевич Станишев           | 1 юли 2019 | 2024 | БСП за България                                        |
| Цветелина Маринова Пенкова           | 1 юли 2019 | 2024 | БСП за България                                        |

### Политически групи в Европейския парламент (2019 – 2024)
| Политическа партия                                     | Политическа група                                          | Мандати |
| ------------------------------------------------------ | ---------------------------------------------------------- | ------- |
| ГЕРБ (партия)                                          | Група на Европейската народна партия (Християндемократи)   | 6       |
| БСП за България                                        | Група на Прогресивния алианс на социалистите и демократите | 5       |
| Движение за права и свободи                            | Група Обнови Европа                                        | 3       |
| ВМРО – Българско национално движение                   | Група на Европейските консерватори и реформисти            | 2       |
| Демократична България – Обединение (ДА България и ДСБ) | Група на Европейската народна партия (Християндемократи)   | 1       |

## Депутати, от 1 юли 2024 до 2029
На 09 юни 2024 г. за пети път са избрани представители от България за евродепутати (членове) в Европейския парламент с пряко гласуване. Заедно с изборите за Европейски парламент са проведени и избори за Народно събрание.
| Име                        | От         | До   | Политическа партия/Коалиция       |
| -------------------------- | ---------- | ---- | --------------------------------- |
| Андрей Андреев Ковачев     | 1 юли 2024 | 2029 | ГЕРБ (ГЕРБ – СДС)                 |
| Андрей Гришев Новаков      | 1 юли 2024 | 2029 | ГЕРБ (ГЕРБ – СДС)                 |
| Елена Николова Йончева     | 1 юли 2024 | 2029 | ДПС – Движение за права и свободи |
| Емил Йорданов Радев        | 1 юли 2024 | 2029 | ГЕРБ (ГЕРБ – СДС)                 |
| Ева Константинова Майдел   | 1 юли 2024 | 2029 | ГЕРБ (ГЕРБ – СДС)                 |
| Ивайло Ванев Вълчев        | 1 юли 2024 | 2029 | ИТН – Има такъв народ             |
| Илхан Ахмет Кючюк          | 1 юли 2024 | 2029 | ДПС – Движение за права и свободи |
| Илия Димитров Лазаров      | 1 юли 2024 | 2029 | ГЕРБ (ГЕРБ – СДС)                 |
| Кристиан Иванов Вигенин    | 1 юли 2024 | 2029 | БСП за България                   |
| Никола Георгиев Минчев     | 1 юли 2024 | 2029 | ПП (ПП-ДБ) Продължаваме промяната |
| Петър Петров Волгин        | 1 юли 2024 | 2029 | Възраждане                        |
| Радан Миленов Кънев        | 1 юли 2024 | 2029 | ДБ (ПП-ДБ) Демократична България  |
| Рада Лайкова               | 1 юли 2024 | 2029 | Възраждане                        |
| Станислав Добринов Стоянов | 1 юли 2024 | 2029 | Възраждане                        |
| Танер Нихатов Кабилов      | 1 юли 2024 | 2029 | ДПС – Движение за права и свободи |
| Христо Христов Петров      | 1 юли 2024 | 2029 | ПП (ПП-ДБ) Продължаваме промяната |
| Цветелина Маринова Пенкова | 1 юли 2024 | 2029 | БСП за България                   |

### Политически групи в Европейския парламент (2024 – 2029)
| Политическа партия                                   | Политическа група                                                                | Мандати |
| ---------------------------------------------------- | -------------------------------------------------------------------------------- | ------- |
| ГЕРБ (партия) СДС                                    | ЕНП Група на Европейската народна партия (Християндемократи)                     | 5       |
| ПП-ДБ Продължаваме промяната - Демократична България | Продължаваме промяната – Група "Обнови Европа" Демократична България – Група ЕНП | 3       |
| Възраждане                                           | ЕСН Група "Европа на суверенните нации"                                          | 3       |
| Движение за права и свободи                          | Независими                                                                       | 3       |
| БСП за България                                      | Група на Прогресивния алианс на социалистите и демократите                       | 2       |
| ИТН – Има такъв народ                                | ЕКР Група на Европейските консерватори и реформисти                              | 1       |